# Milena Awetisjan
Milena Awetisjan (armenisch միլենա ավետիսյան, engl. Transkription: Milena Avetisyan; * 3. April 1999 in Kiew, Ukraine) ist eine ehemalige armenische Tennisspielerin.

## Karriere
Milena Awetisjan hat weder auf der ITF- noch auf der WTA-Tour an einem Turnier teilgenommen. 
Sie spielte aber 2014 und 2015 für die armenische Fed-Cup-Mannschaft. Von fünf Partien gewann sie eine.